# Geglja
Geglja (cirill betűkkel Гегља) egy falu Szerbiában, a Jablanicai körzetben, Lebane községben.

## Népesség
- 1948-ban 663 lakosa volt.
- 1953-ban 686 lakosa volt.
- 1961-ben 635 lakosa volt.
- 1971-ben 601 lakosa volt.
- 1981-ben 474 lakosa volt.
- 1991-ben 378 lakosa volt
- 2002-ben 264 lakosa volt,[1] akik közül 247 szerb (93,56%), 13 cigány, 1 ismeretlen.[2]